# 地獄の暴走列車
『地獄の暴走列車』（じごくのぼうそうれっしゃ）は、SEX MACHINEGUNSの13枚目のスタジオ・アルバム。

## 概要
前作『IRON SOUL』以来、約5年ぶりとなるオリジナル・アルバム。
ドラマーのTHOMASが加入してからは初のアルバムである。
本作のキーワードは、「原点回帰」である。
本作を全国の対象CDショップで購入すると、Anchang仕様の特製ピックキーホルダーが先着でプレゼントされた。
ジャケットのアート・ディレクションはベースのSHINGO☆が担当しており、デザインに大野博、イラストに森下聖を起用している。
収録曲の「燃えろ!!ジャパメタ」は、Anchangが以前から構成を温めていた楽曲であり、聖飢魔IIへのリスペクトを込めた楽曲となっている。

## 収録曲
（全作詞・作曲（特記以外）：Anchang / 全編曲：SEX MACHINEGUNS）
1. 震え
作詞：Anchang・SUSSY / 作曲：SUSSY
2. 燃えろ!!ジャパメタ
3. SHINING STAR
4. ワクチン
5. POWER & METAL
6. 唇な男
7. 魚の気持ち
8. ポ
作詞・作曲：SHINGO☆
9. メタルタックスマン
作詞：Anchang・Rocky
10. The grave
11. 廃屋